# فندق ذا كوين
ذا كوين هو فندق فخم في مدينة نيويورك . يقع في شارع 57 والجادة السادسة في وسط مانهاتن ، على بعد كتلتين من الأبنية جنوب سنترال بارك .
قبل إعادة افتتاحه عام 2013 ، كان ذا كوين في الأصل هو فندق بوكينغهام ، وهو مبنى على عمارة الفنون الجميلة صممه المهندس المعماري الأمريكي إيمري روث ، والذي تم افتتاحه في عام 1929.
تم إعادة افتتاح ذا كوين في 11 نوفمبر 2013 بتصميم معماري جديد من قبل شركة بيركنز ايستمان ومقرها مدينة نيويورك. يضم الفندق 208 غرفة بما في ذلك 28 جناحا.

## سكان مشهورون
من بين الضيوف السابقين للفندق ، جورجيا أوكيفي ، وإيجناسي جان باديريوسكي ،  ومارك شاغال .

## روابط خارجية
- الموقع الرسمي